# أناباس كوبوجي
أناباس كوبوجي أو أناباس سيلاني (الاسم العلمي: Anabas cobojius) (بالإنجليزية: Gangetic koi) هو نوع من الأسماك يتبع جنس الأناباس من الفصيلة الأناباسية (أسماك الجورامي المتسلقة).